# Tratado de París (1810)
El Tratado de París, firmado el 6 de enero de 1810, puso fin a la guerra entre Francia y Suecia tras la derrota de Suecia ante Rusia, un aliado de Francia, en la Guerra de Finlandia de 1808-1809.

## Historia

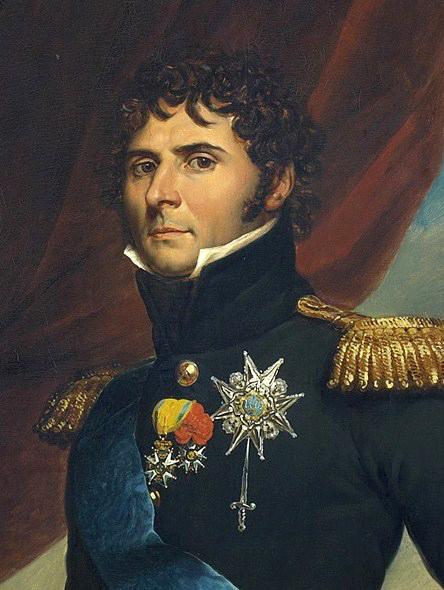
Jean-Baptiste Bernadotte, futuro Carlos XIV Juan de Suecia.

Rusia había sido anteriormente un aliado de Suecia en la Tercera y Cuarta Coaliciones contra Francia, pero después de la derrota de Rusia en Friedland, se unió a Francia y atacó a Suecia para obligarla a unirse al Sistema Continental de Napoleón. El resultado principal del tratado fue el acuerdo de Suecia de unirse al Sistema Continental, por lo que Suecia no comerciaría con el Reino Unido.
Poco después de la firma del tratado, el 21 de agosto de 1810, uno de los mariscales de Napoleón, Jean-Baptiste Bernadotte, fue elegido príncipe heredero de Suecia, y fundó la Casa de Bernadotte, que sigue siendo la Casa Real de Suecia. La paz resultante del tratado duró hasta que Napoleón se negó a permitir que Suecia se anexara Noruega, que estaba entonces bajo la soberanía de Dinamarca, un aliado de Francia. Esto fue seguido en enero de 1812 por la ocupación francesa de la Pomerania sueca por violación del Sistema Continental, ya que Suecia todavía comerciaba con el Reino Unido. En abril de 1812, Suecia firmó el Tratado de San Petersburgo con Rusia contra Francia.